# Georg Schlesinger
Georg Schlesinger, född 17 januari 1874 i Berlin, död 6 oktober 1949 i Wembley utanför London, var en tysk professor i maskinteknik.
Georg Schlesinger var en av de ledande personerna inom maskinteknik på Technische Hochschule Berlin, dagens Technische Universität Berlin. Han arbetade även vid Ludwig Loewe i Berlin där han 1902 blev chefskonstruktör. Han promoverade 1904. Under första världskriget ledde han en gevärfabrik i Spandau och fick ansvaret för planerandet och driften av en vapenfabrik i Oberspree. 1917 blev han medlem av det nygrundade Deutsches Institut für Normung (DIN).
Efter nazisternas maktövertagande startade en förföljelse av Schlesinger som var jude. Han tvingandes bort från universitetet och i landsflykt. Han sattes bland annat i häktesförvar under nio månader av nazisterna som anklagande honom för bland annat företagsspioneri. Under hans tid utomlands blev han av med sitt tyska medborgarskap. 
Till hans ära instiftades 1979 Georg-Schlesinger-Preis. Han har även gett namn åt Georg-Schlesinger-Schule i Berlin.